# Konrad Detlev von Dehn

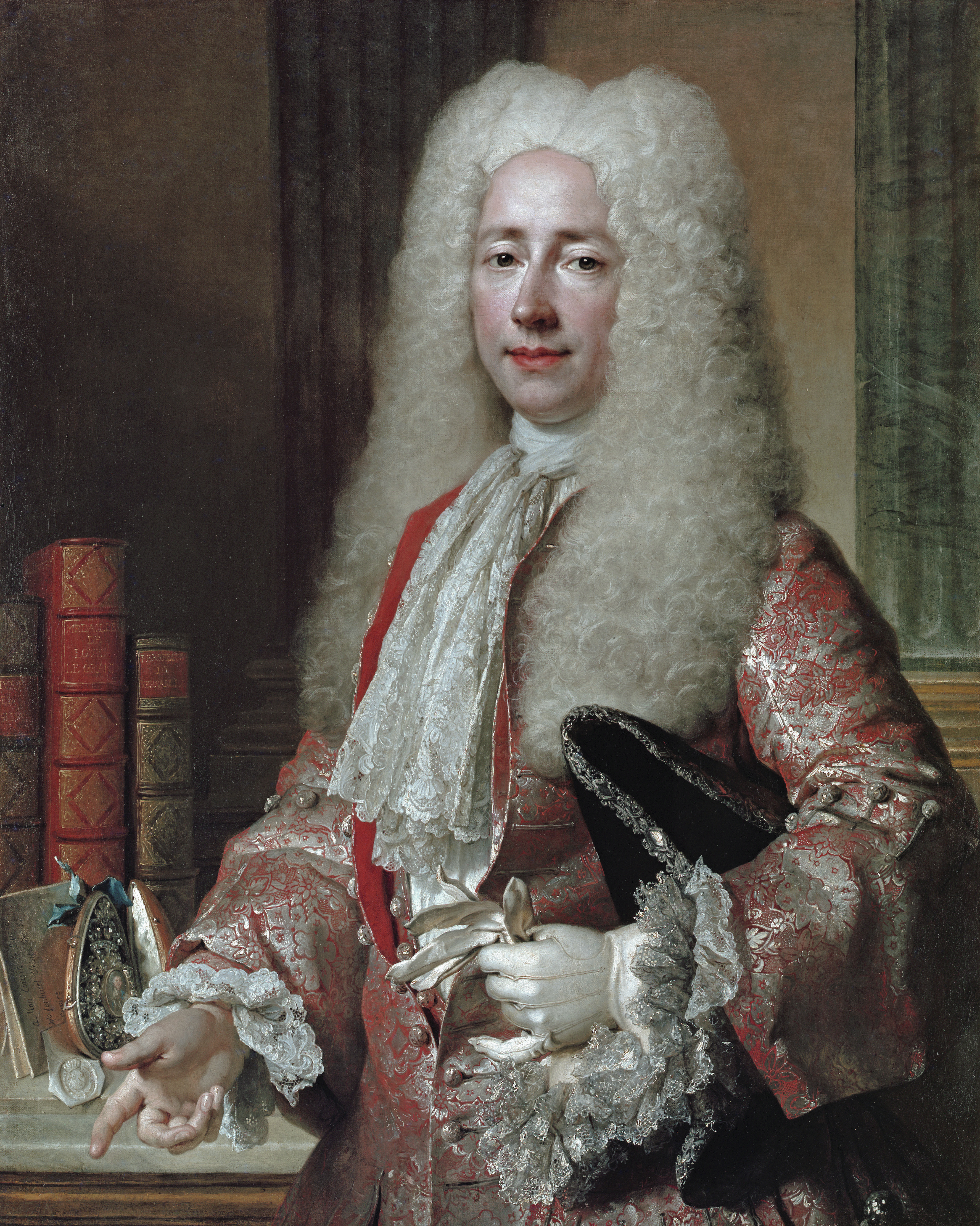
Konrad Detlef Graf von Dehn, von Nicolas de Largillière, 1724

Konrad Detlev Graf von Dehn (* 1688 in Preetz; † 28. Januar 1753 in Den Haag) war ein deutscher Minister, Diplomat und Günstling des Herzogs August Wilhelm von Braunschweig.

## Leben
Dehn wurde als Sohn eines dänischen Offiziers aus der Familie von Dehn im holsteinischen Preetz geboren. Er ging als Page an den Wolfenbütteler Hof Herzog Anton Ulrichs und wurde 1703 in der dortigen Schlosskirche konfirmiert. Dehn wurde in hohem Maße durch Erbprinz August Wilhelm gefördert, der ihm eine Ausbildung und mehrere Reisen ermöglichte.

### Rasche Karriere am herzoglichen Hof

Das Dehn’sche Palais in Braunschweig, Stich von Anton August Beck, 1757

Nach der Regierungsübernahme durch August Wilhelm im Jahre 1714 wurde Dehn zum Kammerjunker ernannt. Bereits 1716 erfolgte die Ernennung zum Staatsrat. Im Jahre 1718 wurde er Geheimer Rat und erhielt als Mitglied des obersten Regierungskollegiums die Stellvertretungsrechte des Landesherrn, so dass er als einer der mächtigsten Männer am braunschweigischen Herzogshof bezeichnet werden kann. Der Herzog erhob ihn 20. Februar 1720 zum Erbschenk von Gandersheim. Diplomatische Missionen führten ihn als „envoyé extraordinaire“ seines Souveräns an die Höfe von Versailles, London, Haag und Wien. Kaiser Karl VI. erhob ihn 27. September 1726 in Wien in den Reichsgrafenstand. Er war ein prachtliebender und ehrgeiziger Mann.

### Ehen

Schloss Wendhausen 1727

Dehn heiratete am 7. September 1718 Ilse Luise von Imhoff, geb. Stisser, 1708 geschiedene Ehefrau des 1717 verstorbenen Geheimrats von Imhoff und Enkelin und Alleinerbin des herzoglichen Kanzlers Philipp Ludwig Probst von Wendhausen († 17. November 1718). Am 30. März 1719 schloss Dehn mit ihr einen Erbvertrag und wurde nach ihrem kurz darauf folgenden Tod im Kindbett am 27. April Alleinerbe des bedeutenden Vermögens, darunter Schloss Wendhausen mit dem Gut und den zugehörigen Ländereien. In Schloss Wendhausen ließ er einen ausgedehnten Barockgarten anlegen. Im Jahre 1722 heiratete Dehn in zweiter Ehe Benedikte Hedwig von Cramm auf Sambleben.

### Entmachtung
Dehn wurde infolge von Günstlingswirtschaft und Unterschlagung noch unter seinem Gönner August Wilhelm († 1731) im Jahre 1730 in Gnaden entlassen. Unter dem neuen Souverän Ludwig Rudolf musste er 1731 das Land verlassen. Er wechselte im selben Jahr in dänische Dienste und war als dänischer Gesandter in St. Petersburg, Madrid und Den Haag tätig.

### Sammler und Bauherr
Der kunstsinnige Sammler besaß eine Gemäldesammlung mit mehr als 500 Bildern sowie eine mehr als 3000 Bände zählende Privatbibliothek. Für sein ausgeprägtes Repräsentationsbedürfnis ließ sich Dehn zwischen 1725 und 1727 durch Hermann Korb ein luxuriöses Stadtpalais am Magnitor in Braunschweig (Dehn’sches Palais) errichten (heute Gelände der Gaußschule), das eine ausgedehnte Gartenanlage nach französischem Vorbild aufwies. Das Gebäude gelangte 1751 in herzoglichen Besitz und wurde 1857 abgebrochen. In Wolfenbüttel ließ er sich um 1720 ebenfalls durch Hermann Korb ein älteres Fachwerkhaus zu einer repräsentativen Stadtwohnung in barockem Stil umbauen. Dieses Hofbeamtenhaus in der Harzstraße 27 ist erhalten geblieben. Von 1719 bis 1722 entstand als Stiftung des Ehepaares Dehn das erhaltene Witwenhaus Wendhausen. Der Fachwerkbau wird Hermann Korb zugeschrieben.
Dehn starb 1753 im Alter von 64 Jahren in Den Haag und wurde im braunschweigischen Wendhausen bestattet.
Zwei Bildnisse des Grafen Dehn befinden sich  heute im Besitz des Herzog Anton Ulrich-Museums. Ein 1722 durch den bedeutenden französischen Hofmaler Hyacinthe Rigaud geschaffenes Porträt zeigt ihn als außerordentlichen Gesandten am Hof von Versailles. Der bekannte französische Porträtist Nicolas de Largillière malte ihn im Jahre 1724.

## Anekdoten
Eine Episode aus Dehns Privatleben stellt die Verführung einer Konventualin des Braunschweiger Kreuzklosters dar, die er selbst wie folgt beschrieb:
Dass ich Endes unterschriebener der Jgf. Eleonoren Louisen Stiessern die Haelfte meiner Güter versprochen, worauf Sie mir dann so viel Freyheit gelassen, daß Sie sich nicht mehr unter die hier im Closter sich befindende Jungfrauen rechnen kann: solches Bezeuge hiemit 18.t. Januarii 1727 C. D. Graf von Dehn.
Der ihm nachstellenden und sich bereits Eleonore Louise de Dehnen nennenden Geliebten wusste sich Dehn nur durch ihre Einkerkerung zu erwehren.
Zu Zeiten seiner Entmachtung 1730 kursierte im Fürstentum Braunschweig-Wolfenbüttel folgender Spottvers über Dehn und einen seiner Günstlinge:
Der Graf von Dehn und Lutterloh

Das sind zwei Schelme in Folio.
Dabei wird mit Folio, dem historischen großen Buchformat, das Ausmaß der Misswirtschaft angedeutet.